# SMS Moltke (1910)
Мольтке (S.M.S. Moltke) — линейный крейсер германского Императорского военно-морского флота, головной корабль в серии германских линейных крейсеров типа «Мольтке». Термин «линейный крейсер» (нем. Schlachtkreuzer) стал употребляться в германском ВМФ лишь после Первой мировой войны, и корабли данного класса официально именовались «большими крейсерами» (нем. Große Kreuzer).
Назван в честь фельдмаршала Гельмута Мольтке (1800—1891), начальника полевого штаба при императоре Вильгельме I и фактического главнокомандующего прусской армии в войнах с Австрией (1866) и с Францией (1870—1871).

## Особенности немецких линейных крейсеров
Немецкие линейные крейсера начала XX века были предназначены для поддержки линкоров в составе эскадр, и строились в основном для боя с конкретным противником — английскими линейными крейсерами того же периода.
Отличием немецких линейных крейсеров было бо́льшее внимание, уделяемое живучести корабля, более мощное бронирование и более эффективная артиллерия.
Например, заложенный в том же 1907 году английский крейсер «Инвинсибл» имел скорость 25,5 узлов против 28 у «Мольтке», бронирование 152 мм пояса и 178 мм башни против соответственно 270 мм и 230 мм у «Мольтке». «Инвинсибл» имел 8 орудий 305 мм, а «Мольтке» — 10 орудий 280 мм, но при этом благодаря сочетанию «калибр/броня» немецкий крейсер всё равно имел огневое превосходство над английским.
Эти отличия наиболее ярко проявили себя в Ютландском сражении: чтобы отправить на дно английский линейный крейсер, было достаточно попаданий 5 снарядов. Немецкие крейсера «Зейдлиц» и «Дерфлингер» получили соответственно 21 и 17 попаданий, но смогли удержаться на плаву и дойти до своей базы.
В том же бою крейсера британцев «Инвинсибл» и «Индефатигейбл» ушли под воду в течение трех минут после попадания, крейсер «Куин Мери» — через 38 секунд, а единственный погибший немецкий линейный крейсер «Лютцов» после 24 попаданий затонул уже по пути на базу.

## История разработки
Проектирование нового типа линейного крейсера велось с апреля 1907 года по сентябрь 1908 года под руководством главного конструктора инженера Дитриха.

## История строительства
17 сентября 1908 г. верфь «Блом унд Фосс» получила заказ на постройку линейного крейсера нового проекта под индексом «G». Киль корабля был заложен 23 января 1909 г. (по другим данным — 7 декабря 1908 г.), спущен на воду корабль был 7 апреля 1910 г.
На обряде крещения крейсера присутствовал генерал фон Мольтке-младший — племянник генерал-фельдмаршала графа фон Мольтке-старшего, в честь которого и был назван этот корабль.
Ранее это имя носил устаревший железный корвет, который лишь 10 октября 1910 г. был вычеркнут из списков флота.
Стапельный период для крейсера «Мольтке» составил 14,5 месяцев, достройка на плаву почти 18 месяцев.
10 сентября 1911 г. «Мольтке» с заводским экипажем на борту вышел из Гамбурга на ходовые испытания в Северное море и перешел вокруг Ютландского полуострова в Киль. Здесь 30 сентября 1911 г. корабль приступил к испытаниям.
31 марта 1912 г. после испытаний корабль окончательно вошел в состав 1-й разведывательной группы вместо выведенного в резерв броненосного крейсера «Роон».
Стоимость постройки корабля составила 42 603 000 марок или 21 302 000 рублей золотом.

## Конструкция

### Конструкция корпуса и надстройки
Корпус крейсера делился водонепроницаемыми переборками на 15 основных отсеков. Двойное дно шло на протяжении 78 % длины линейных крейсеров типа. Способ связей конструкции корпуса — смешанный. 

### Бронирование
Бортовое бронирование было выполнено из крупповской цементированной брони, в районе цитадели проходили два броневых пояса.
Нижний и главный броневой пояс имел толщину, равную 270 мм, и простирался между внешними краями барбетов носовой и кормовой башен на 1,2 м выше и на 0,6 м ниже главной ватерлинии. Толщина нижнего броневого пояса постепенно уменьшалась до 130 мм у нижнего края пояса (в 1,9 м ниже главной ватерлинии). Броневой пояс был установлен на прокладке из тикового дерева толщиной 50 мм.
Верхний броневой пояс цитадели высотой 3,15 м имел постоянную толщину (200 мм) до нижних кромок орудийных портов батареи среднего калибра. Броневой пояс казематов постоянной толщины (150 мм) местами прерывался. Переборки по концам главного броневого пояса имели толщину 200 мм. В носовой части толщина броневого пояса уменьшалась до 100—120 мм, не достигая верхней палубы, за исключением района форштевня, в корме толщина пояса уменьшалась до 100 мм.
Барбеты башенных артиллерийских установок имели толщину стенок 200 мм, толщина наружной стенки барбетов носовой и кормовой башен была увеличена до 230 мм, а толщина внутренней стенки уменьшена до 170 мм. Толщина стенки передней боевой рубки равнялась 250—350 мм, крыши — 80 мм; задней боевой рубки — 200 и 50 мм соответственно.
Толщина палубы полубака над батарей была равна 35 мм, вне батареи — 25 мм. Толщина средней палубы между главной переборкой и переборкой над батареей равнялась 15 мм. Бронированная палуба, являющаяся главной палубой в районе средней части крейсеров, имела толщину 25 мм в плоской части и 50 мм на скосах и понижалась в носу и в корме.
Противоторпедная переборка по всей собственной высоте имела толщину 30 мм. В районе погребов боеприпасов толщина противоторпедной переборки увеличивалась с 30 до 50 мм.

### Вооружение
Вооружение корабля состояло из десяти 283-мм скорострельных орудий «28 cm SK L/50» с длиной ствола 50 калибров в пяти двухорудийных башнях.
Носовая башня имела сектор обстрела 300°, кормовые 290°, бортовые 180° на ближний борт и 125° на дальний.
Для расположенных в диаметральной плоскости башен углы склонения стволов орудий составляли −8°, возвышения +13,5° и для бортовых башен соответственно −5,5°и +16° с дальностью стрельбы 18 100-19 100 м (98-103 каб.).
Боекомплект насчитывал 810 бронебойных снарядов (81 на орудие) — хотя английские источники утверждают, что эта цифра относится только к двум бортовым башням, а для трех башен, расположенных в диаметральной плоскости, боекомплект составлял 96 снарядов на орудие.
После Ютландской битвы на крейсере угол возвышения всех орудий увеличили до + 16°, что позволило вести огонь на дальность до 19 400 м (105 каб.).
Высота осей орудий над ватерлинией у носовой башни составляла 9 м, у бортовых башен — 8,4 м, у кормовых — 8,6 м и 6,2 м соответственно.
Вес заряда составлял 123 кг. Вес бортового залпа был равен 7479 кг в минуту.
Боекомплект орудий главного калибра насчитывал 810 снарядов, скорострельность каждого из орудий была равна приблизительно 2,5 выстрелам в минуту.
Управление артиллерийским огнём велось из двух бронированных постов управления, получающих необходимую информацию с расположенных на обеих мачтах марсов. Приборы центральной наводки артиллерии главного и среднего калибров были установлены на «Мольтке» в первой половине 1915 года.
Средний калибр линейных крейсеров типа «Мольтке» был представлен 12 скорострельными орудиями среднего калибра (150 мм) с длиной ствола 45 калибров (6 750 мм) в установках образца 1906 года.
Орудия располагались в батарее каземата на верхней палубе в пространстве между мачтами.
Угол склонения стволов орудий составлял −7°, возвышения +20°, что обеспечивало дальность стрельбы снарядом весом 46 кг до 13 500 м (73 каб.). Их боекомплект включал 600 снарядов длиной 3,2 кал.(480 мм) и 1 200 длиной 3,5 кал.(525 мм) или 150 снарядов на орудие.
Вспомогательная артиллерия первоначально состояла из 12 скорострельных 88-мм орудий с длиной ствола 45 калибров (3 960 мм), предназначенных для стрельбы по морским целям.
Из них четыре располагались в носовой части на верхней палубе, два на носовой и четыре на кормовой надстройках, ещё два орудия размещались на верхней палубе позади батареи 150-мм орудий. Боекомплект составлял 250 выстрелов на орудие.
К концу 1916 года все они были сняты, а вместо них было установлено по 4 зенитных орудия калибра 88 мм.
Торпедное вооружение состояло из четырёх подводных торпедных аппаратов калибра 500 мм. Один торпедный аппарат располагался в носовой части корабля, один в кормовой, два бортовых ТА стояли на нижней платформе впереди барбета носовой башни.
Общий боекомплект равнялся 11 торпед.

### Энергетическая установка
Энергетическая установка «Мольке» состояла из 12 отдельных котельных отделений (по другим данным — из 8-ми), расположенных попарно шестью эшелонами, в которых располагалось 24 котла Шульце-Торникрофта. В трёх машинных отделениях располагалось 2 комплекта морских турбин Парсонса. Турбины высокого давления стояли в двух передних машинных отделениях и вращали внешние валы. Турбины низкого давления (в заднем машинном отделении) вращали внутренние валы, приводя в действие трёхлопастные винты диаметром 3,74 м. Турбинные отделения правого и левого бортов были разделены поперечной переборкой и располагались в межпалубном пространстве выше заднего турбинного отделения. Над турбинным отделением располагалось помещение динамо-машин.
Проектная мощность турбинных машин на валах составляла 52000 л. с. или 2,05 л. с./т полного водоизмещения, что при частоте вращения валов 330 об/мин. позволяло линейным крейсерам типа развивать полную скорость 25,5 узлов. На испытаниях на Нейкругской мерной миле турбины крейсера «Мольтке» развили форсированную мощность на валах 85 782 л. с., обеспечившей кораблю (при частоте вращения валов 332 об/мин.) скорость, равную 28,4 узлам.
Расход топлива (при 6-часовом форсированном ходе) при развитой мощности 76 795 л. с. составлял 0,67 кг/л. с. в час. Нормальный запас топлива на крейсере равнялся 984 т угля, максимальный — 3050 т.
Дальность плавания крейсера составляла 2370 морских миль (при скорости 23 узла) или 4120 морских миль (при 14 узлах).
Электроэнергию кораблю обеспечивали шесть турбогенераторов общей мощностью 1 500 кВт, напряжением 225 Вольт.

### Ходовые качества
На корабле имелось два руля, расположенных тандемом. Главный руль имел угол поворота до 38°, вспомогательный руль — только 10°, что снижало эффективность использования последнего.
Линейный крейсер «Мольтке» обладал хорошей и устойчивой мореходностью, при волнении давал небольшой крен в наветренную сторону, имел спокойное плавное движение.
Крейсер хорошо описывал циркуляцию при переднем ходе, но тяжело выходил из неё. Потери хода при максимальной перекладке руля доходили до 60 % при возникновении крена до 9°.
Метацентрическая высота крейсера составляла 3,01 м, остойчивость была максимальная при 38° крена и нулевой при 68°.

### Экипаж
Экипаж корабля насчитывал 1153 человека. Как флагманский корабль, «Мольтке» имел увеличенный на 76 человек (в том числе на 14 офицеров) экипаж. В Ютландском сражение экипаж крейсера состоял из 1425 человек.

## Служба

### Довоенное время

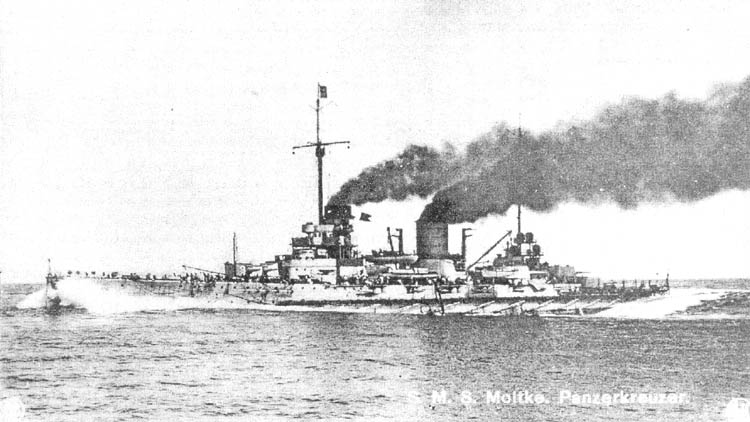
Крейсер «Мольтке» на немецкой открытке 1912 года

После посещения летом 1911 г. американской эскадрой Киля германскому флоту предстояло нанести ответный визит. Для этого в апреле 1912 г. была образована специальная дивизия крейсеров под командованием контр-адмирала Робер-Пашвица в составе линейного крейсера «Мольтке», легкого крейсера «Штеттин» и стационера в восточно-американских владениях Германии легкого крейсера «Бремен».
11 мая 1912 г. «Мольтке» и «Штеттин» вышли из Киля и 30 мая достигли мыса Генри, штат Виргиния, где их уже ожидал «Бремен». 3 июня 1912 г. отряд, ведомый президентской яхтой «Мэйфлауэр» с президентом США Тафтом на борту, вошел на Хэмптонский рейд.
Здесь их приветствовал почти весь Атлантический флот США во главе с адмиралом Уинслоу. 8-9 июня 1912 г. дивизия отплыла дальше в Нью-Йорк. Экипажи кораблей были приглашены на встречи не только с немецкими землячествами, но также с известными миллионерами немецкого происхождения.
13 июня 1912 г. после окончания визита дивизия отплыла из Нью-Йорка. «Бремен» вернулся в Балтимору, «Мольтке» и «Штеттин» на родину. 24 июня 1912 г. «Мольтке» был уже в Киле, и уже 25 июня отряд расформировали.
Выполняя с 4 по 6 июля 1912 г. следующее специальное задание, «Мольтке» в качестве почетного эскорта сопровождал яхту с кайзером Вильгельмом II на борту во время его визита в Либаву для встречи с Николаем II.
С 9 июля 1912 г. в Киле «Мольтке» приступил к обычным функциям флагманского корабля командующего 1-й разведывательной группой вице-адмирала Бахмана. В группу, кроме «Мольтке», входили линейный крейсер «Фон дер Танн», броненосный крейсер «Йорк», легкие крейсера «Майнц», «Кольберг», «Дрезден», «Берлин», «Кёльн», «Штеттин» и «Хела». Обязанности 2-го флагмана выполнял контр-адмирал Хиппер, который держал свой флаг на «Йорке». «Мольтке» в качестве флагманского корабля 1-й разведывательной группы до лета 1914 г. принимал участие во всех учениях и манёврах Флота Открытого моря.
В штабе вице-адмирала Бахмана в это время состоял в качестве офицера морского Генерального штаба корветтен-капитан Рёдер.

### Первая мировая война

#### Набеги на побережье Англии
После начала боевых действий «Мольтке» принял участие в набегах 1-й и 2-й разведывательных групп на английское побережье и обстреле 2-4 ноября 1914 г. Ярмута.
В следующем набеге немецкие линейные крейсера 15-16 декабря 1914 года обстреляли Хартпул, Скарборо и Уитби. Несмотря на сильную волну, эти обстрелы были проведены немцами весьма успешно.
В 8 часов 16 декабря британские эскадренные миноносцы «Дун», «Уэвени», «Тэст» и «Мой», находившиеся в дозоре у Хартпула, внезапно увидели 3 больших корабля, открывших по ним огонь. Немецкие крейсера сразу же захватили их в вилку, не дав подойти на дистанцию торпедного залпа. Эскадренным миноносцам не оставалось ничего другого, как уходить. Вслед за этим германские корабли открыли огонь по городу и порту с расстояния 20 кабельтовых. Береговая артиллерия, состоявшая из трех 152-мм орудий, двух на батарее Хью и одного — на Маячной батарее, отвечала довольно успешно и добилась 8 попаданий в германские корабли. На «Блюхере» было убито 9 человек и ранено 2, на «Зейдлице» — ранен 1.
«Мольтке» получил одно попадание под ватерлинию, но потерь в личном составе не имел.
В 8 часов 50 минут немцы отошли. От их огня пострадал британский легкий крейсер «Пэтрол», потерявший 4 человека убитыми и 1 раненым. Эскадренный миноносец «Дун» потерял 3 убитыми и 6 ранеными. На 2 батареях были убиты 9 человек, а ранены 12 артиллеристов и пехотинцев. В городе были произведены значительные, но ненужные разрушения: 7 церквей, 10 общественных зданий и свыше 300 домов получили повреждения. В доках пострадали 4 судна и 2 механические мастерские. 86 мирных граждан были убиты и 424 ранены; в числе убитых было 15 детей.

#### Доггер-банка
24 января 1915 г. в бою у Доггер-банки «Мольтке» шел вторым в немецкой линии после флагманского «Зейдлица».
В 9 ч. 52 м британский флагманский линейный крейсер «Лайон» открыл огонь по тяжелому крейсеру «Блюхер», а в 10 ч. 14 м перенес свой огонь на «Мольтке».
Однако в дальнейшем вследствие ошибки при распределении целей ближайший к «Мольтке» английский крейсер «Тайгер» стрелял по «Зейдлицу», а не по «Мольтке», в результате чего последний оказался необстрелянным.
«Мольтке» первоначально вел огонь по «Тайгеру», большую часть боя по «Лайону» и в конце боя снова по «Тайгеру». Из 16 попаданий снарядами главного калибра в «Лайон» и 6 в «Тайгер», вероятнее всего, 8 или 9 были произведены с «Мольтке».
Всего крейсер выпустил 276 280-мм бронебойных снарядов (34 % боекомплекта) по линейным крейсерам противника и добился 2,9-3,3 % попаданий в основном с дистанции 14600-16400 м (79-88 каб.), а также 14 150-мм фугасных снарядов с дистанции 11800-12700 м (64-69 каб.) по эсминцам.
В этом бою «Мольтке» не получил ни одного попадания.

#### Балтика
3 августа 1915 г. линейный крейсер «Мольтке» перешел в Балтийское море для прикрытия операции прорыва немецких военно-морских сил в Рижский залив в августе 1915 г.
1-я разведывательная группа, шедшая в строю пеленга к юго-западу от банки Сарычева, попала в район действия английской подводной лодки HMS E1, действующей совместно с русским Балтийским флотом с 17 октября 1914 г. (командир: коммандер Ноэль Ф. Лоренс).
В 8 ч. 10 м 19 августа 1915 г. подводная лодка Е-1 обнаружила между островами Форё и Эзель немецкие корабли и через 10 минут выпустила с дистанции 1 кабельтов торпеду калибра 450 мм по головному «Зейдлицу».
С флагманского крейсера был замечен воздушный пузырь торпедного выстрела справа на траверзе, но торпеда прошла за кормой. После этого она попала в «Мольтке», шедший левее и позади «Зейдлица». Попадание пришлось в носовую часть правого борта.
В носовой торпедный отсек и два смежных с ним помещения поступило 435 т. воды, при этом погибло 8 человек экипажа. Два или три боевых зарядных отделения хранящихся на крейсере торпед были разрушены, взрывчатка рассыпана, но детонации не произошло.
После попадания торпеды крейсер смог развить скорость 15 узлов.
22 августа 1915 г. он прошел через Кильский канал и встал на ремонт в плавучий док верфи «Блом унд Фосс» в Гамбурге.

#### Ютландское сражение
В Ютландском бою 31 мая 1916 года «Мольтке» был четвёртым кораблем в боевой линии 1-й разведывательной группы.
В 16 ч. 40 м вице-адмирал Хиппер указал своим кораблям распределение целей. «Мольтке» должен был стрелять по «Тайгеру», и концевой в британской линии крейсер «Нью Зиленд» остался необстрелянным и сосредоточил свой огонь на «Мольтке».
Около 16 ч. 50 м снаряды «Мольтке» попали в бак, а затем через несколько минут в две башни «Тайгера» и временно вывели их из действия. Четвёртое попадание было под одно из 152-мм орудий. В следующие полчаса он достиг ещё четырёх попаданий в «Тайгер», но в этот раз крупных повреждений они не вызвали.
В первый период боя стрельба «Мольтке» была лучшей из всех немецких кораблей, так как за 15 минут на дистанции до 12 300 м (66 каб.) он добился девяти попаданий в «Тайгер».
До 17 ч. 00 м в «Мольтке» всё ещё не было ни одного попадания, и он давал залпы из всех своих орудий каждые 20-25 секунд.
В 17 ч. 05 м от снарядов «Фон дер Танна» взорвался и погиб британский линейный крейсер «Индефатигейбл». «Нью-Зиленд» тотчас же перенес огонь с «Мольтке» на «Фон дер Танн», но в этот тяжелый для англичан момент в бой вступила немецкая 5-я эскадра линейных кораблей.
В этот период «Мольтке» выпустил 4 торпеды по однотипному с «Лайоном» крейсеру «Куин Мери», когда тот находился на дистанции в пределах досягаемости, но попаданий не достиг.
В ходе дальнейшего боя «Мольтке» последовательно стрелял по различным британским кораблям, среди которых были «Нью-Зиленд» и «Малайа», но попаданий не достиг. Он израсходовал 259 280-мм бронебойных снарядов (32 % боекомплекта), а также 75 150-мм снарядов с донным взрывателем и 171 150-мм снаряд с головным взрывателем (13,7 % боекомплекта) по «Тайгеру» и нескольким британским эсминцам.
«Мольтке» оказался единственным немецким линейным крейсером, сохранившим свои боевые качества до конца боя, и с 21 ч. 05 м он стал флагманским кораблем вице-адмирала Хиппера.
Несмотря на разрыв крупнокалиберного снаряда в непосредственной близости от корабля и попадание в «Мольтке» четырёх 381-мм снарядов англичан и на то, что дополнительное сжигание жидкой нефти образовало в топках много шлака, крейсер всё-таки смог развивать скорость 25 узлов.
В результате одного близкого разрыва и попаданий этих четырёх снарядов в корабль поступило около 1000 т. воды. Судовой журнал зафиксировал потери экипажа, которые составляли 17 убитых и 23 раненых (или 3,5 % численности экипажа). К концу боя на крейсере окончательно вышли из строя два 150-мм орудия.
До 6 июня 1916 г. вице-адмирал Хиппер оставался на борту корабля. «Мольтке» первым поставили в сухой док в Вильгельмсхафене и затем в плавучий док в Гамбурге, где его с 7 июня по 30 июля 1916 г. (за 53 дня) отремонтировала верфь «Блом унд Фосс», и он был снова введен в строй 30 июля 1916 г.

#### 1916—1917 года
18-20 августа 1916 года «Мольтке» принял участие в походе флота в Сандерленд в качестве флагманского корабля 1-й разведывательной группы. Командование флота выделило для её поддержки линкоры «Байерн», «Маркграф» и «Гроссер Курфюрст».
25-26 сентября 1916 г. «Мольтке» с командующим 1-й разведывательной группы на борту принял участие в прикрытии операции 2-й флотилии эскадренных миноносцев во главе с капитаном 1-го ранга Хейнрихом (на легком крейсере «Регенсбург») и дошел до широты банки Терсхеллинг.
20 октября 1916 г. «Мольтке» перестал быть флагманским кораблем вице-адмирала Хиппера. В ноябре «Мольтке» принял участие в походе флота, который оказывал помощь двум севшим на мель у Ютландского полуострова немецким подводным лодкам.
После этого до сентября 1917 г. боевых действий между крупными кораблями противников не произошло.

#### Операция «Альбион»
29 сентября — 6 октября (12-19 октября) 1917 года Императорские военно-морские силы проводили операцию «Альбион». Целью операции являлось уничтожение русских морских сил в Рижском заливе, захват Моонзундских островов и в завершение — нанесение удара по Петрограду. К операции привлекалось свыше 300 кораблей (в том числе 10 линкоров) и судов, свыше 100 самолётов, морской десант в 25 тысяч человек. Командующий операцией «Альбион», вице-адмирал Эргард Шмидт, держал свой флаг на «Мольтке».
На рассвете 27 сентября к Либаве из Путцига подошли 3-я и 4-я эскадры линейных кораблей. Линейный крейсер «Мольтке» возглавлял 3-ю эскадру. Во время десанта на Эзель в бухте Тага-Лахт (точка «Вейс») он попал под обстрел береговых батарей: в 5 часов 30 минут 28 сентября батарея на мысе Хундава открыла огонь, сосредоточив его на «Мольтке» и достигнув накрытия при третьем залпе. Однако силы были явно неравны, и вскоре батарея была подавлена артиллерией линкоров. Для «Мольтке» этот обстрел закончился мелкими повреждениями. Следовавшие же спереди линкоры «Байерн» и «Гроссер Курфюрст» повреждены были достаточно серьёзно, подорвавшись на русских минах.
3 ноября 1917 г. вице-адмирал Шмидт снова перешёл на свой флагманский линкор «Остфрисланд».

#### Северное море, 1917 год
«Мольтке» 17 ноября 1917 г. направили на поддержку 2-й разведывательной группы, и он дошел до района северо-западнее Гельголанда. Однако боевых действий снова не произошло.
После этого он ушел на текущий ремонт. 29 марта 1918 г. «Мольтке» с «Гинденбургом» и 4-й разведывательной группой использовались как прикрытие 14-й полуфлотилии тральщиков, постоянно тралящих британское минное поле. То же самое имело место и 19 апреля 1917 г., когда он, «Дерфлингер» и 4-я разведывательная группа использовались как прикрытие перехода во Фландрию четырёх миноносцев 3-й флотилии.

#### Последний боевой поход
23-24 апреля 1918 г. состоялся последний боевой поход кайзеровского флота Открытого моря. Флот пошел далеко на север, пытаясь выйти на маршрут конвоев из Великобритании в Норвегию.
«Мольтке» в составе 1-й разведывательной группы находился в 60 милях севернее острова Гросс, когда в 6 ч. 10 м. 24 апреля на нем произошла тяжелая авария турбинной установки, наиболее крупная на флоте за всю войну (по другим данным, корабль подорвался на британской мине к западу от Ставангера).
С правого внутреннего вала сорвало винт. Турбина правого борта, вследствие потери винта, непроизвольно увеличила обороты выше допустимых, и, прежде чем регулятор остановил подачу пара, оторвался зубчатый агрегат устройства проворачивания турбины. Он пробил выходящую за борт трубу подачи холодной воды охлаждения вспомогательного конденсатора и несколько трубопроводов и панель главного распределительного щита в отделении управления. В корпус корабля поступило 1600 т воды.
Машинное отделение правого борта наполнилось паром от пробоины во вспомогательном конденсаторе, из трубопровода началось поступление забортной воды. «Мольтке» осел на корму. В конце концов водолазу удалось закрыть кингстон конденсатора в днище корабля и таким образом предотвратить дальнейшее затопление. Хотя воду из помещений откачали, она все же засолила котлы, выведя турбины из строя, и «Мольтке» остановился.
После этого командир корабля был вынужден нарушить радиомолчание и запросить помощь. Считается, что именно благодаря этому перехватываемый конвой изменил курс и благополучно разошёлся с германским соединением.
В 10 ч. 38 м. 24 апреля легкий крейсер «Страссбург» пытался взять на буксир аварийный корабль. Буксирные тросы постоянно рвались, но обездвиженный крейсер всё же был доведён до острова Гросс.
В 11 ч. 13 м. «Мольтке» взял на буксир подошедший линкор «Ольденбург», и буксировка продолжалась под аплодисменты гарнизона острова. Несмотря на неоднократные обрывы буксировочных концов, скорость буксировки удавалось поддерживать в пределах 12-13 узлов. Эскадренные миноносцы V-44 и V-45 осуществляли противолодочное охранение. В 20 ч. 42 м буксирные тросы опять оборвались, но их завели вновь.
В 6 ч. 30 м. 25 апреля 1918 г. в Немецкой бухте к буксировке подключились тральщики 3-й полуфлотилии.
В 12 ч. 09 м с линкора «Ольденбург» обнаружили британскую подводную лодку, и в этот момент тральщик М-67 подорвался на мине. Наконец в 16 ч. 53 м котлы на «Мольтке» дали пар в турбины левого борта, и корабль смог дать малый ход. В 17 ч. 40 м машины «Мольтке» были уже достаточно отремонтированы, чтобы обеспечить ему скорость 12-13 узлов.
В 19 ч. 03 м с линкора «Ольденбург» снова сообщили об обнаружении британской подводной лодки (была замечена идущая по поверхности воды торпеда). «Мольтке» пытался уйти из опасного района, однако в 19 ч. 37 м в 40 милях к северу от Гельголанда линейный крейсер был атакован английской подводной лодкой Е-42 и одна 457-мм торпеда попала в корабль в районе машинного отделения. С «Мольтке» на удалении 500 м обнаружили идущую на него торпеду, но уклониться от неё уже не получилось.
Торпеда попала в район машинного отделения левого борта. Через эту пробоину внутрь поступило 1760 т воды, после чего скорость корабля снова уменьшилась до 3,5-4 узлов. Однако «Мольтке» смог самостоятельно продолжить движение и обстрелять предполагаемую позицию подводной лодки Е-42. К противолодочному охранению корабля были привлечены ещё несколько миноносцев и тральщиков.
В 21 ч. 30 м к бортам крейсера подошли два буксира. 26 апреля 1918 г. в 1 ч. 00 м подошли ещё два буксира, и они без происшествий со скоростью буксировки 3,5 — 4 узла смогли войти в Вильгельмсхафен. В 8 ч. 56 м. «Мольтке» встал на якорь на рейде, и после полудня его отбуксировали на Государственную верфь, где с 30 апреля до 9 сентября (за 130 дней) на нем был произведен ремонт. На это время численность экипажа уменьшили. Старший офицер корабля корветтен-капитан Хюман за отлично организованную службу по спасению корабля был особо отмечен наградой командованием флота.
11 ноября 1918 г. командующий 1-й разведывательной флотилией контр-адмирал фон Рейтер со своим штабом перешел на «Мольтке».

#### Скапа-Флоу
После окончания войны согласно условиям перемирия, «Мольтке» вошел в число передаваемых для интернирования кораблей кайзеровского военно-морского флота. 19 ноября 1918 г. он в составе «передаваемого соединения» вышел из Вильгельмсхафена. Командующий 1-й разведывательной группой был назначен командиром «передаваемого соединения» и в тот же день перенес свой флаг с «Мольтке» на линкор «Фридрих-дер-Гроссе».
Последний командир «Мольтке» капитан 1-го ранга Гугас 24 ноября 1918 г. привел свой корабль в бухту Скапа-Флоу и поставил его на якорь западнее острова Кава. Там 21 июня 1919 г. экипаж «Мольтке» открыл кингстоны, и в 13 ч. 10 м он опрокинулся вверх килем, затонул и лег на глубине 24 м с креном 17° на правый борт.

#### Подъём «Мольтке»
За подъём «Мольтке» взялся англичанин Эрнест Фрэнк Кокс, образовав небольшую частную компанию по подъёму затопленных в бухте Скапа- Флоу кораблей кайзеровского флота, которые он купил у британского правительства.
При подъёме германских кораблей использовался купленный в Адмиралтействе бывший германский плавучий док № 23, который в течение долгого времени лежал затопленный в Гатаме. Док в те годы являлся одной из самых крупных конструкций этого типа в мире, подъемной силой 40000 тонн.
Сначала днище крейсера очистили от водорослей, затем стали заделывать кингстоны. Отверстия небольшого диаметра забивали деревянными пробками, а более крупные заливали смесью твердеющего под водой цемента и песка.
В середине октября 1926 г. в корпус начали закачивать воздух. Прошло 10 суток, прежде чем носовая часть корабля показалась на поверхности. Хотя она приподнялась из воды на добрых 2,5 м, корма всё ещё продолжала лежать на грунте, причем весьма прочно. При этом образовался крен 33° на левый борт, и подъём решили отменить.
В мае 1927 г. была предпринята ещё одна попытка поднять «Мольтке». Без особого труда Коксу удавалось поднять либо нос, либо корму, однако в любом случае сильный крен на левый борт сохранялся. Для выравнивания крена к правому борту пришлось на тросах прикрепить две секции старого сухого дока.
20 мая 1927 г. начали третью попытку подъёма. Давление подаваемого воздуха снова довели до 1,5 кгс/кв.см, и нос корабля показался на поверхности воды. Крен оставался, но затем он уменьшился до 3°. Наконец всплыла и корма. В течение нескольких дней водолазы резали и взрывали надстройки и дымовые трубы — всё, что возвышалось над уровнем палубы и препятствовало буксировке.
10 июня 1927 г. корабль был поднят.
«Мольтке» в перевернутом положении был доставлен на остров Кава. На этой временной стоянке днище подремонтировали, и к концу зимы крейсер отбуксировали в Лайнесс. Перевернутый корабль оставили у берега на глубине 1 метра.
Для демонтажа машин в днище прорезали несколько квадратных отверстий. Всего из корпуса извлекли 1700 тонн стали, много чугуна и пудлингового железа, 312 тонн меди, бронзы, марганцевой бронзы, орудийного металла и 200 тонн брони с высоким содержанием никеля и хрома.
Разборка задерживалась небольшими приливами и недостатком площади, потому решено было отбуксировать «Мольтке» в Росайт.
18 мая 1928 года три буксира повели его в перевернутом положении на слом. При этом «Мольтке» едва не затонул вновь. Из-за препирательства двух лоцманов корабль едва не врезался в центральный устой Фортского моста. Видя, что буксиры пройдут по одну сторону устоев, а крейсер — по другую, руководитель буксировки приказал обрубить концы. Таким способом «Мольтке» прошёл под мостом не только в перевернутом положении, но и без какого-либо управления.
18 мая 1928 г. в заливе Ферт-оф-Форт его ввели в сухой док в Росайте и там в 1928-29 гг. окончательно разобрали на металл.

## Командиры корабля
- капитан 1-го ранга фон Ман
- капитан 1-го ранга фон Тихлер (сентябрь 1911 г. — январь 1913 г.)
- капитан 1-го ранга Левентцов (январь 1913 г.—январь 1916 г.)
- капитан 1-го ранга фон Карпф (январь 1916 г. — сентябрь 1916 г.)
- капитан 1-го ранга Гугас (сентябрь 1916 г. — декабрь 1918 г.)
- корветтен-капитан Хюман (исполняющий обязанности в мае 1918 г. — сентябре 1918 г.)
- корветтен-капитан Ширмахер (исполняющий обязанности в мае 1918 г. — сентябре 1918 г.)
- капитан-лейтенант Крелингер (в период интернирования)

## «Невезучий» корабль
В некоторых источниках можно встретить мнение, что в Кригсмарине «Мольтке» считался «невезучим» кораблём.
Это подкреплялось теми фактами, что на крейсере сравнительно часто случались серьёзные аварии:
- В 1915 году взрыв в машинном отделении привёл к гибели девятерых кочегаров.
- Спустя несколько месяцев во время шторма в Атлантике волна смыла за борт четверых моряков.
- В 1916 году во время пожара на камбузе погибло ещё четыре матроса.

Другие источники полагают, что сведения о «невезучести» крейсера в его восприятии личным составом Кригсмарине не имеют достаточных оснований, указывая на тот факт, что в крупнейших сражениях, в которых участвовал «Мольтке», он получал минимальные по сравнению с другими кораблями повреждения, на что не могли не обратить внимание немецкие военные моряки.
С другой стороны, частым авариям подвержены большинство головных кораблей новых серий, в результате чего обнаруженные конструктивные недостатки учитываются при постройке последующих кораблей серии.